# Christopher Plummer
Christopher Plummer (Toronto, Ontario, 1929. december 13. – Weston, Connecticut, USA, 2021. február 5.) Oscar-, BAFTA-, Emmy- és Golden Globe-díjas kanadai színész. A legidősebb korában díjazott személy az Oscar-díjak történetében.

## Fiatalkora
1929. december 13-án született az Ontario állambeli Torontóban John Orme Plummer és Isabella Mary Abbott egyetlen gyermekeként. Egyik anyai dédapja Sir John Abbott, Kanada egykori miniszterelnöke volt. Nem sokkal a születése után a szülei elváltak, Plummer édesanyja családi házában nőtt fel a québeci Senneville-ben. Az angol mellett a franciát is tökéletesen elsajátította.
Zongoristának kezdett tanulni, de érdeklődése hamarosan a színház felé fordult, a középiskolában kezdett színdarabokban játszani. Akkor tudatosult benne, hogy színész lesz, amikor megnézte Laurence Olivier V. Henrikjét (1944). Ottawába utazott vonattal, hogy a Canadian Repertory Theatre-rel tapasztalatot szerezzen.

## Karrierje

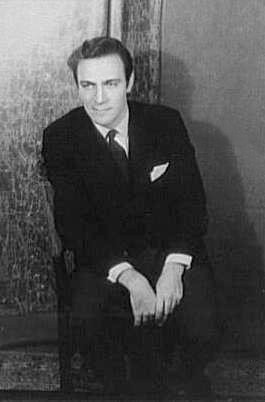
1959-ben

Színházi karrierje az 1950-es években indult. 1953-ban Tyrone Power helyére ugrott be a The Dark Is Light Enough című darabban. Filmes pályafutása öt évvel később indult, amikor Sidney Lumet egy fiatal író szerepét osztotta rá a Stage Truck című drámában, melyben a főszereplő Henry Fonda volt. Az igazi áttörést az ötszörös Oscar-díj-nyertes – köztük „legjobb film” és „legjobb rendező” – A muzsika hangja hozta el számára 1965-ben.
Az 1970-es években főleg mellékszerepekben volt látható, olyan sikerfilmekben, mint az Aki király akart lenni (1975), A názáreti Jézus (1977) vagy a Csendestárs (1978). Az 1980-as években több B kategóriás moziban is szerepelt, de az 1990-es évek második felétől ismét egyre több hollywoodi szuperprodukcióban látható volt: 12 majom (1995), A bennfentes (1999), Egy csodálatos elme (2001), Sziriana (2005), A belső ember (2006), Doctor Parnassus és a képzelet birodalma (2009).
2010-ben jelölték életében először Oscar-díjra Lev Tolsztoj megformálásáért a The Last Stationben. Plummer éreztette is, hogy bántja, hogy ilyen sokáig kellett várnia az első jelölésig: „Nos, ahogy mondtam, ez az időről szól. Úgy értem, 80 éves vagyok, az Isten szerelmére! Irgalmazzatok!” – nyilatkozta még a díjátadás napján a CBC-nek. A ceremónián Christoph Waltzot tüntették ki mellékszereplői kategóriában a Becstelen brigantykért.
2012-ben Oscar-díjat kapott a legjobb mellékszereplő kategóriában a Beginners (2010) című filmben nyújtott alakításáért.
2018-ban Oscar-díjra jelölték a legjobb férfi mellékszereplői kategóriában a A világ összes pénze című filmben nyújtott alakításáért, a jelölést egy Golden Globe- és egy BAFTA-jelölés követte.

## Magánélete
Plummer háromszor házasodott meg. Első felesége a Tony-díj nyertes színésznő, Tammy Grimes volt. Négy évnyi házasságuk 1960-ban válással végződött, leányuk, Amanda Plummer (1957) szintén színésznő. Válásuk után Plummernek a leányával egészen tinédzserkoráig nem volt kapcsolata, de később jó viszonyt ápoltak egymással. Második feleségét, Patricia Lewist 1962-ben vette el, de négy év után tőle is elvált. Harmadik felesége Elaine Taylor angol táncosnő, színésznő, akivel 1970-től haláláig együtt élt egy connecticuti farmon.
Plummer emlékiratai 2008-ban láttak napvilágot I Spite of Myself címmel.

## Filmográfia

### Film
| Év   | Magyar cím                               | Eredeti cím                                                 | Szerep                                 | Magyar hang      |
| ---- | ---------------------------------------- | ----------------------------------------------------------- | -------------------------------------- | ---------------- |
| 1958 |                                          | Stage Struck                                                | Joe Sheridan                           |                  |
| 1958 |                                          | Wind Across the Everglades                                  | Walt Murdock                           |                  |
| 1964 | A Római Birodalom bukása                 | The Fall of the Roman Empire                                | Commodus római császár                 | Dunai Tamás      |
| 1965 | A muzsika hangja                         | The Sound of Music                                          | Georg von Trapp tengerész              | Ujréti László    |
| 1965 | Daisy Clover belülről                    | Inside Daisy Clover                                         | Raymond Swan                           |                  |
| 1966 | Keresztül-kasul                          | Triple Cross                                                | Eddie Chapman                          | Kovács István    |
| 1967 | Tábornokok éjszakája                     | The Night of the Generals                                   | Erwin Rommel tábornagy                 | Izsóf Vilmos     |
| 1967 | Oidipusz király                          | Oedipus the King                                            | Oedipus                                | Szilágyi Tibor   |
| 1968 | A főmegbízott                            | Nobody Runs Forever                                         | Sir James Quentin                      | Velenczey István |
| 1969 | Az angliai csata                         | Battle of Britain                                           | Colin Harvey repülőőrnagy              | Jakab Csaba      |
| 1969 | Királyi harc a Napért                    | The Royal Hunt of the Sun                                   | Atahualpa                              | Sebestyén András |
| 1969 | Királyi harc a Napért                    | The Royal Hunt of the Sun                                   | Atahualpa                              | Epres Attila     |
| 1969 |                                          | Lock Up Your Daughters!                                     | Lord Foppington                        |                  |
| 1970 | Waterloo                                 | Waterloo                                                    | Arthur Wellesley                       | Ujréti László    |
| 1973 |                                          | The Pyx                                                     | Jim Henderson őrmester                 |                  |
| 1974 |                                          | The Happy Prince (rövidfilm)                                | A boldog Herceg                        |                  |
| 1975 |                                          | The Spiral Staircase                                        | Dr. Joe Sherman                        |                  |
| 1975 | A Rózsaszín Párduc visszatér             | The Return of the Pink Panther                              | Sir Charles Litton                     | Sztankay István  |
| 1975 | A Rózsaszín Párduc visszatér             | The Return of the Pink Panther                              | Sir Charles Litton                     | Kassai Károly    |
| 1975 | Neveletlenek                             | Conduct Unbecoming                                          | Alastair Wimbourne őrnagy              | Mécs Károly      |
| 1975 | Aki király akart lenni                   | The Man Who Would Be King                                   | Rudyard Kipling                        | Rajhona Ádám     |
| 1975 | Merénylet Szarajevóban                   | The Day That Shook the World                                | Ferenc Ferdinánd                       |                  |
| 1976 |                                          | Aces High                                                   | Sinclair százados                      |                  |
| 1977 |                                          | The Assignment                                              | Behounek kapitány                      |                  |
| 1977 |                                          | The Disappearance                                           | Deverell                               |                  |
| 1978 | A csendes társ                           | The Silent Partner                                          | Harry Reikle                           | Varga T. József  |
| 1978 | A nagy vágta                             | International Velvet                                        | John Seaton                            | Fülöp Zsigmond   |
| 1979 |                                          | Starcrash                                                   | A császár                              |                  |
| 1979 | Törvényes gyilkosság                     | Murder by Decree                                            | Sherlock Holmes                        | Ujréti László    |
| 1979 | Hanover Street                           | Hanover Street                                              | Paul Sellinger                         | Konrád Antal     |
| 1979 | Hanover Street                           | Hanover Street                                              | Paul Sellinger                         | Bács Ferenc      |
| 1980 | Valahol, valamikor                       | Somewhere in Time                                           | William Fawcett Robinson               | Ujréti László    |
| 1981 | Átverés                                  | Eyewitness                                                  | Joseph                                 | Szokolay Ottó    |
| 1981 | Az amatőr                                | The Amateur                                                 | Lakos professzor                       | Buss Gyula       |
| 1984 | Játszani kell                            | Lily in Love                                                | Fitzroy Wynn / Roberto Terranova       | Sztankay István  |
| 1984 | Az álomküzdők                            | Dreamscape                                                  | Bob Blair                              | Tolnai Miklós    |
| 1984 | Az álomküzdők                            | Dreamscape                                                  | Bob Blair                              | Barbinek Péter   |
| 1984 | Tűtorony                                 | Highpoint                                                   | James Hatcher                          | Mécs Károly      |
| 1984 | Meghurcolt ártatlanság                   | Ordeal by Innocence                                         | Leo Argyle                             | Kovács István    |
| 1984 | Meghurcolt ártatlanság                   | Ordeal by Innocence                                         | Leo Argyle                             | Szersén Gyula    |
| 1986 |                                          | The Boy in Blue                                             | Knox                                   |                  |
| 1986 | A főnök felesége                         | The Boss' Wife                                              | Mr. Roalvang                           | Pathó István     |
| 1986 | A főnök felesége                         | The Boss' Wife                                              | Mr. Roalvang                           | Fülöp Zsigmond   |
| 1986 | Egérmese                                 | An American Tail                                            | Henri (hangja)                         | Gruber Hugó      |
| 1986 |                                          | The Steadfast Tin Soldier                                   | narrátor                               |                  |
| 1986 | Vámpírok Velencében                      | Vampire in Venice                                           | Paris Catalano professzor              | Bács Ferenc      |
| 1987 | Behálózva                                | Dragnet                                                     | Jonathan Whirley tiszteletes           | Szokolay Ottó    |
| 1987 |                                          | I Love N.Y.                                                 | John Robertson Yeats                   |                  |
| 1987 | A fákat ültető ember                     | The Man Who Planted Trees                                   | narrátor                               |                  |
| 1987 | A piszemanók nagy kalandja               | The Gnomes' Great Adventure                                 | narrátor                               | Kristóf Tibor    |
| 1988 |                                          | Gandahar                                                    | Metamorphis                            |                  |
| 1988 |                                          | Shadow Dancing                                              | Edmund Beaumont                        |                  |
| 1988 |                                          | The Making of a Legend: Gone with the Wind (dokumentumfilm) | narrátor                               |                  |
| 1989 | Szuvenír                                 | Souvenir                                                    | Ernst Kestner                          | Bitskey Tibor    |
| 1989 | Agymosás                                 | Mindfield                                                   | Dr. Satorius                           | Gruber Hugó      |
| 1990 | Ahol a szív lakik                        | Where the Heart Is                                          | Jerry                                  |                  |
| 1990 |                                          | Red Blooded American Girl                                   | Dr. John Alcore                        |                  |
| 1990 |                                          | Money                                                       | Martin Yahl                            |                  |
| 1991 |                                          | Firehead                                                    | Garland Vaughn ezredes                 |                  |
| 1991 | Mese Rockkal                             | Rock-a-Doodle                                               | Nagyherceg (hangja)                    |                  |
| 1991 |                                          | Dragon and Slippers                                         | Pelikán (hangja)                       |                  |
| 1991 | Star Trek VI: A nem ismert tartomány     | Star Trek VI: The Undiscovered Country                      | Chang tábornok                         | Gruber Hugó      |
| 1992 | Gyilkos hazugság                         | Liar's Edge                                                 | Harry Weldon                           | Kristóf Tibor    |
| 1992 |                                          | Impolite                                                    | Naples O'Rorke                         |                  |
| 1992 | Malcolm X                                | Malcolm X                                                   | Chaplain Gill                          | Németh Gábor     |
| 1994 | Farkas                                   | Wolf                                                        | Raymond Alden                          | Szokolay Ottó    |
| 1994 | Farkas                                   | Wolf                                                        | Raymond Alden                          | Ujréti László    |
| 1994 | Könnyen vedd a halált!                   | Crackerjack                                                 | Ivan Getz                              | Gruber Hugó      |
| 1995 | Dolores Claiborne                        | Dolores Claiborne                                           | John Mackey nyomozó                    | Bács Ferenc      |
| 1995 | 12 majom                                 | 12 Monkeys                                                  | Dr. Goines                             | Konrád Antal     |
| 1996 | A rettegés szövetsége                    | The Conspiracy of Fear                                      | Joseph Wakeman                         | Bács Ferenc      |
| 1997 |                                          | Babes in Toyland                                            | Barnaby Crookedman (hangja)            |                  |
| 1998 | Titkos névsor                            | Hidden Agenda                                               | Ulrich Steiner                         |                  |
| 1998 |                                          | The First Christmas                                         | narrátor                               |                  |
| 1998 |                                          | Blackheart                                                  | Holmes                                 |                  |
| 1998 |                                          | The Clown at Midnight                                       | Mr. Caruthers                          |                  |
| 1999 |                                          | Madeline: Lost in Paris                                     | narrátor                               |                  |
| 1999 | A bennfentes                             | The Insider                                                 | Mike Wallace                           | Kristóf Tibor    |
| 2000 | Drakula 2000                             | Dracula 2000                                                | Abraham Van Helsing                    | Kristóf Tibor    |
| 2001 | Szerencsés McLépés                       | Lucky Break                                                 | Graham Mortimer                        | Bács Ferenc      |
| 2001 | Egy csodálatos elme                      | A Beautiful Mind                                            | Dr. Rosen                              | Rajhona Ádám     |
| 2001 |                                          | Full Disclosure                                             | Robert Lecker                          |                  |
| 2002 | Ararát                                   | Ararat                                                      | David                                  |                  |
| 2002 | Nicholas Nickleby élete és kalandjai     | Nicholas Nickleby                                           | Ralph Nickleby                         | Bács Ferenc      |
| 2003 |                                          | The Gospel of John                                          | narrátor                               |                  |
| 2003 | Stella                                   | Blizzard                                                    | Santa Claus                            | Fülöp Zsigmond   |
| 2003 | Jéghideg otthon                          | Cold Creek Manor                                            | Mr. Massie                             | Szélyes Imre     |
| 2004 | A nemzet aranya                          | National Treasure                                           | John Adams Gates                       | Szélyes Imre     |
| 2004 | Nagy Sándor, a hódító                    | Alexander                                                   | Arisztotelész                          | Fülöp Zsigmond   |
| 2005 | Kutyátlanok kíméljenek                   | Must Love Dogs                                              | Bill Nolan                             | Kristóf Tibor    |
| 2005 | Sziriána                                 | Syriana                                                     | Dean Whiting                           | Kristóf Tibor    |
| 2005 | Az új világ                              | The New World                                               | Christopher Newport kapitány           | Kristóf Tibor    |
| 2006 | A belső ember                            | Inside Man                                                  | Arthur Case                            | Kristóf Tibor    |
| 2006 | Ház a tónál                              | The Lake House                                              | Simon Wyler                            | Bitskey Tibor    |
| 2007 | Filmbarát                                | Man in the Chair                                            | 'Flash' Madden                         |                  |
| 2007 | A szerelem gyűrűje                       | Closing the Ring                                            | Jack Etty                              | Barbinek Péter   |
| 2007 | Érzelmi számtan                          | Emotional Arithmetic                                        | David Winters                          | Fülöp Zsigmond   |
| 2007 | Halálos kelepce                          | Already Dead                                                | Dr. Heller                             | Fülöp Zsigmond   |
| 2009 | Caesar és Kleopátra                      | Caesar and Cleopatra                                        | Julius Caesar                          |                  |
| 2009 | Fel                                      | Up                                                          | Charles Muntz (hangja)                 | Tordy Géza       |
| 2009 | Kutyám, Tulipán                          | My Dog Tulip                                                | J.R. Ackerley (hangja)                 |                  |
| 2009 | Az utolsó állomás                        | The Last Station                                            | Lev Tolsztoj                           | Rajhona Ádám     |
| 2009 | 9                                        | 9                                                           | 1 (hangja)                             |                  |
| 2009 | Doctor Parnassus és a képzelet birodalma | The Imaginarium of Doctor Parnassus                         | Dr. Parnassus                          | Bács Ferenc      |
| 2010 | Kezdők                                   | Beginners                                                   | Hal Fields                             | Fülöp Zsigmond   |
| 2011 | A pap – Háború a vámpírok ellen          | Priest                                                      | Monsignor Orelas                       | Rajhona Ádám     |
| 2011 |                                          | Barrymore                                                   | John Barrymore                         |                  |
| 2011 | A tetovált lány                          | The Girl with the Dragon Tattoo                             | Henrik Vanger                          | Szilágyi Tibor   |
| 2011 | A tetovált lány                          | The Girl with the Dragon Tattoo                             | Henrik Vanger                          | Fülöp Zsigmond   |
| 2013 |                                          | The Legend of Sarila                                        | Croolik (hangja)                       |                  |
| 2014 |                                          | Elsa & Fred                                                 | Fred Barcroft                          |                  |
| 2014 | Hector a boldogság nyomában              | Hector and the Search for Happiness                         | Coreman professzor                     | Fodor Tamás      |
| 2014 | A hamisító                               | The Forger                                                  | Joseph Cutter                          | Szacsvay László  |
| 2014 | A hamisító                               | The Forger                                                  | Joseph Cutter                          | Kertész Péter    |
| 2015 | Danny Collins                            | Danny Collins                                               | Frank Grubman                          | Tordy Géza       |
| 2015 |                                          | Pixies                                                      | Pixie király (hangja)                  |                  |
| 2015 | Emlékezz!                                | Remember                                                    | Zev Guttman / Otto Wallisch            | Ujréti László    |
| 2016 |                                          | The Exception                                               | II. Vilmos német császár               |                  |
| 2016 |                                          | Howard Lovecraft and the Frozen Kingdom                     | Dr. West (hangja)                      |                  |
| 2017 |                                          | Elegy (rövidfilm)                                           | narrátor                               |                  |
| 2017 | Az ember, aki feltalálta a karácsonyt    | The Man Who Invented Christmas                              | Ebenezer Scrooge                       | Szacsvay László  |
| 2017 | A csillag                                | The Star                                                    | Herod király (hangja)                  | Kertész Péter    |
| 2017 | A világ összes pénze                     | All the Money in the World                                  | J. Paul Getty                          | Ujréti László    |
| 2017 |                                          | Howard Lovecraft and the Undersea Kingdom                   | Dr. West, Pixie király                 |                  |
| 2018 | Családi szívás                           | Boundaries                                                  | Jack Jaconi                            | Ujréti László    |
| 2018 |                                          | Howard Lovecraft and the Kingdom of Madness                 | Dr. Jeffrey West (hangja)              |                  |
| 2019 |                                          | Cliffs of Freedom                                           | Thanasi                                |                  |
| 2019 | Tőrbe ejtve                              | Knives Out                                                  | Harlan Thrombey                        | Szersén Gyula    |
| 2019 | Megkésett kitüntetés                     | The Last Full Measure                                       | Frank Pitsenbarger                     | Barbinek Péter   |
| 2023 |                                          | Heroes of the Golden Masks                                  | Rizzo (hangja) (posztumusz megjelenés) |                  |

## Fordítás
- Ez a szócikk részben vagy egészben  a   Christopher Plummer című angol Wikipédia-szócikk ezen változatának fordításán alapul.  Az eredeti cikk szerkesztőit annak laptörténete sorolja fel. Ez a jelzés csupán a megfogalmazás eredetét és a szerzői jogokat jelzi, nem szolgál a cikkben szereplő információk forrásmegjelöléseként.

## További információ
- Christopher Plummer a PORT.hu-n (magyarul)
- Christopher Plummer az Internetes Szinkronadatbázisban (magyarul)
- Christopher Plummer az Internet Movie Database-ben (angolul)
- Christopher Plummer a Rotten Tomatoeson (angolul)